# Universiteit Kassel
De Universiteit Kassel (Duits: Universität Kassel), kortweg UniKassel, is een universiteit in Kassel in de Duitse deelstaat Hessen.
UniKassel is met circa 25.000 studenten en 3.300 personeelsleden waaronder 335 professoren bij de kleinere universiteiten van Hessen. Vier universiteiten hebben een groter studentenaantal: de Technische Universität Darmstadt, de Johann Wolfgang Goethe-Universität Frankfurt am Main, de Philipps-Universität Marburg en de Justus-Liebig-Universität Gießen.
De Universiteit Kassel is de meest noordelijke universiteit van Hessen. Het werd in 1971 opgericht als Gesamthochschule Kassel (GhK). Sinds 2003 heet de universiteit de Universiteit Kassel.
Het onderzoek aan de universiteit is traditioneel divers en interdisciplinair, bijvoorbeeld sinds 1978 via de wetenschappelijke centra die onafhankelijk van de departementen zijn georganiseerd. Het onderzoeksprofiel omvat aandachtspunten in o.a. milieu-, klimaat- en energieonderzoek, informatietechnologieontwerp, nanostructuurwetenschappen en onderwijsonderzoek. Een belangrijke spin-off van de universiteit is het in 1981 opgerichte en in Kassel gevestigde SMA Solar Technology, een wereldwijde leverancier in de zonne-energie-industrie.
Naast de centrale campus Holländischer Platz heeft de universiteit Kassel nog andere locaties in de Heinrich-Plett-Straße, de Menzelstraße, de Wilhelmshöher Allee en de Damaschkestraße in Kassel en twee locaties in de stad Witzenhausen.
Aken · Augsburg · Bamberg: Otto-Friedrich · Bayreuth · Berlijn (Vrije Universiteit · Humboldt · Technische Universiteit · Kunsten) · Bielefeld · Bochum · Bonn · Braunschweig · Bremen (Universiteit Bremen · Jacobs University) · Chemnitz · Clausthal · Cottbus-Brandenburg · Darmstadt · Dortmund · Dresden · Duisburg-Essen · Düsseldorf: Heinrich Heine · Eichstätt-Ingolstadt · Erfurt · Erlangen-Neurenberg: Friedrich-Alexander · Frankfurt am Main · Frankfurt an der Oder: Europa · Freiberg · Freiburg · Gießen · Göttingen: Georg August · Greifswald: Ernst Moritz Arndt · Hagen · Halle-Wittenberg: Martin Luther · Heidelberg: Ruprecht Karls · Hamburg (Hamburg · HafenCity · Hamburg-Harburg · Helmut Schmidt) · Hannover (Hannover · Medische Hogeschool) · Hildesheim · Hohenheim · Ilmenau · Jena: Friedrich Schiller · Kaiserslautern · Karlsruhe · Kassel · Keulen · Duitse Sporthogeschool Keulen · Kiel: Christian Albrechts · Koblenz-Landau · Konstanz · Leipzig · Lübeck · Lüneburg: Leuphana · Magdeburg: Otto von Guericke · Mainz: Johannes Gutenberg · Mannheim · Marburg: Philipps · München (Ludwig Maximilians · Technische Universiteit · Oekraïense Vrije Universiteit · Universiteit van het Bondsleger) · Münster · Oldenburg: Carl von Ossietzky · Osnabrück · Paderborn · Passau · Potsdam · Regensburg · Reutlingen · Rostock · Saarbrücken · Siegen · Stuttgart · Trier · Tübingen: Eberhard-Karls · Ulm · Vechta · Weimar: Bauhaus · Witten: Herdecke · Wuppertal · Würzburg: Julius Maximilians